# Backslash gallery
Backslash est une galerie parisienne spécialisée dans l'art contemporain située dans le quartier du Marais.

## Historique
Fondée en 2010, la galerie Backslash est dirigée par Delphine Guillaud et Séverine de Volkovitch,.
La galerie représente 15 artistes parmi lesquels France Bizot, Charlotte Charbonnel, Odonchimeg Davaadorj, Maxime Duveau, Elsa Guillaume, Simon Nicaise, Fahamu Pecou,,,,, Rero, Boris Tellegen (nl), Xavier Theunis, Michael Zelehoski, Clemens Wolf, Duncan Wylie ou encore Michael Zelehoski.
La galerie collabore régulièrement pour réaliser les commissariats d'expositions, comme en 2011 avec Gaël Charbau, en 2012 avec Mathieu Mercier (Prix Marcel Duchamp en 2003) ou Marc Donnadieu en 2013,,.
En 2016, la galerie Backslash fonde Sessions, initiative se déroulant sur une semaine et permettant de rassembler les artistes de plusieurs galeries d'art contemporain du Marais. Les années suivantes, le concept de Sessions est repris par différentes galeries comme la Galerie Paris-Beijing ou la Galerie Bertrand Grimont.
La galerie participe régulièrement à des foires françaises, telles que Drawing Now Art Fair, Art Paris, AKAA, ou internationales à l'instar de Beirut Art Fair, Untitled Miami, Vienna Contemporary ou encore Seattle Art Fair.
Backslash est membre du Comité Professionnel des Galeries d'Art et de Paris Gallery Map.

## Artistes représentés
| - France Bizot - Charlotte Charbonnel - Odonchimeg Davaadorj - Maxime Duveau - Elsa Guillaume | - Riley Holloway - Florian Mermin - Simon Nicaise - Fahamu Pecou - Rero | - Boris Tellegen - Xavier Theunis - Clemens Wolf - Duncan Wylie - Michael Zelehoski |

## Publications

### Backslash Editions
- Charlotte Charbonnel : A07-A17, Paris, Backslash Editions, 2018, 220 p. (ISBN 978-2-9563550-0-7)
- Sépànd Danesh, Paris, Backslash Editions, 2016, 77 p. (ISBN 979-10-95503-01-9)

### Collaborations
- Erreur dans le titre, Paris, Gallimard, 2014, 243 p. (ISBN 978-2-07-254194-0)